# Ricardo Janota
Ricardo Baleia Janota (Pêro Pinheiro, 10 de março de 1987) é um futebolista português.
Defendeu as cores de Benfica, Estrela de Vendas Novas e Atlético Clube antes de defender o 
Estrela da Amadora.